# Fodé Kaba
Pour les articles homonymes, voir Kaba.
Fodé Kaba Doumbouya, né le 1818 à Goumbel (Boundou) et mort le 23 mars 1901 à Médina (Casamance) est un marabout diakhanké (mandingue) du XIXe siècle, qui fut l'un des chefs de file de la résistance contre la pénétration coloniale française en Sénégambie.
Il meurt lors d'une opération militaire française menée contre sa forteresse de Médina par le colonel Rouvel diposant de 366 tirailleurs, 44 spahis, 3 pièces de canon et 600 auxiliaires. Rouvel est soutenu par 400 cavaliers de Moussa Molo, dont le père était ennemi de Fodé Kaba, et d'un corps expéditionnaire britannique de 800 hommes du West India Regiment (WIR) et du Central African Regiment (CAR). 

Notes
1. ↑  Ou Dumbuya
2. ↑  « Qui est Fodé Kaba Doumbia (1818 – 1901), le Marabout-guerrier ? | Sunugox-Presse en ligne » (consulté le 10 août 2020)
3. ↑  Christian Roche, « Portraits de chefs casamançais du XIXe siècle », Outre-Mers. Revue d'histoire,‎ 1971, p. 451-467 (lire en ligne)
4. ↑  (en) Charles Joseph, « The Empire's Smallest Regiment: The Gambia Company of the West African Frontier Force, 1902-1958 », University of Calgary Master Thesis,‎ 2020, p. 34 (lire en ligne)